# Андрєєв Євген Васильович
Євген Васильович Андрєєв (1936—2011) — машиніст локомотивного депо станції Козятин Південно-Західної залізниці, Герой Соціалістичної Праці.

## Біографія
Народився в місті Козятин Вінницької області в сім'ї робітника. Росіянин. У 1953 році закінчив 7 класів, а в 1955 — Козятинське залізничне училище № 2. Працював кочегаром паровоза.
У 1957 році призваний на службу в Радянську армію. Службу проходив на посаді механіка-водія тягача в гарматній артилерійській бригаді, яка дислокувалася на острові Сахалін. У 1959 році повернувся на батьківщину, працював у паровозному депо станції Козятин-1. У 1960 році вступив у Київський технікум залізничного транспорту. Після його закінчення у 1962 році працював у паровозному депо станції Жмеринка, з жовтня того ж року — помічником машиніста паровоза в паровозному депо станції Козятин-1 Південно-Західної залізниці. У 1967 році отримав допуск на право самостійного управління паровозом, тепловозом і електровозом.
З 1968 року — машиніст тепловоза, а потім — електровоза. Одним з перших почав водити великовантажні склади.
Указом Президії Верховної Ради СРСР від 3 липня 1986 року за видатні успіхи, досягнуті при виконанні завдань одинадцятої п'ятирічки і соціалістичних зобов'язань з перевезень народногосподарських вантажів і пасажирів і виявлену трудову доблесть, Андрєєву Євгену Васильовичу присвоєно звання Героя Соціалістичної Праці з врученням ордена Леніна і медалі «Серп і Молот».
З 1992 року — на пенсії.
Помер 27 березня 2011 року. Похований на кладовищі села Козятин Козятинського району Вінницької області.

## Громадська діяльність
Делегат XXVII з'їзду КПРС (26 лютого — 6 березня 1986).

## Нагороди
- Почесний залізничник (1983);
- Заслужений працівник залізничного транспорту Української РСР (1985);
- орден Леніна;
- орден Трудового Червоного Прапора;
- орден «Знак Пошани»;
- медаль «За трудову відзнаку».